# نادي السد (السعودية)
نادي السد الرياضي هو فريق كرة قدم سعودي بمحافظة الخرج في مدينة نعجان، تأسس عام 1399 هـ، وينافس في دوري الدرجة الثانية السعودي.

## تشكيلة الفريق الحالية
ملاحظة: تشير الأعلام إلى المنتخب الوطني على النحو المحدد في قواعد الأهلية للفيفا. قد يحمل اللاعبون أكثر من جنسية واحدة غير تابعة للفيفا.
| الرقم | البلد    | المركز | اللاعب            |
| ----- | -------- | ------ | ----------------- |
| 1     | السعودية | حارس   | فيصل العتيبي      |
| 3     | السعودية | مدافع  | فايز البلوي       |
| 7     | السعودية | وسط    | محمد أبو راسين    |
| 10    | السعودية | وسط    | عادل هزازي        |
| 11    | السعودية | وسط    | أحمد فقيهي        |
| 12    | السعودية | مدافع  | جابر الشهري       |
| 14    | السعودية | وسط    | عابد الصبياني     |
| 16    | السعودية | مدافع  | إبراهيم السعيد    |
| 17    | السعودية | مهاجم  | محمد المنقاش      |
| 19    | تونس     | مدافع  | اسكندر بن عافية   |
| 22    | السعودية | وسط    | عبد العزيز اليوسف |
| 23    | السعودية | حارس   | باسل الشعيل       |
| 24    | السعودية | مدافع  | علي العبد اللطيف  |

| الرقم | البلد    | المركز | اللاعب        |
| ----- | -------- | ------ | ------------- |
| 25    | السعودية | حارس   | ناصر الصيعري  |
| 27    | البحرين  | وسط    | محمد حنش      |
| 28    | نيجيريا  | مهاجم  | نوانجوا نييما |
| 29    | السعودية | وسط    | محمد العبدان  |
| 44    | السعودية | مدافع  | فهد الصييفي   |
| 70    | تونس     | وسط    | منذر القاسمي  |
| 77    | السعودية | مهاجم  | نايف القحطاني |
| 88    | السعودية | مدافع  | ماجد هزازي    |
| --    | السعودية | وسط    | راكان الحماد  |
| --    | السعودية | وسط    | نواف النافع   |
| --    | السعودية | وسط    | صالح السعيد   |
| --    | السعودية | مهاجم  | ضاري المقباس  |